# Acalymma granulipenne
Acalymma granulipenne es un coleóptero de la familia Chrysomelidae.
Fue descrita en 1911 por Bowditch.